# موت سريري
الموت السريري و الموت إكلينيكياً (بالإنجليزية: Clinical death)‏ هو حالة الانعدام الفجائي لدوران الدم في الأوعية الدموية والتنفس والوعي. في أحيان قليلة يمكن بواسطة انعاش القلب والرئتين Cardiopulmonary resuscitation احياء شخص ميت سريرياً. نقطة مهمة هنا وهي إذا لم يتم التدخل بسرعة في الإنعاش فأن الشخص سيدخل حالة الموت البيولوجي. طبيا هناك حالتان فقط للموت وهما الموت السريري والموت البيولوجي (ويسمى أيضا بالموت الدماغي).
الموت السريري هو المصطلح الطبي لوقف الدورة الدموية والتنفس، ما يلزم لاستمرار الحياة. وهو يحدث عندما يتوقف القلب عن الخفقان بإيقاع منتظم، وهي حالة تسمى السكتة القلبية. كما أن مصطلح يستخدم في بعض الأحيان في البحث الإنعاش.
وقد ثبت تاريخيا أن توقف الدورة الدموية لا رجعة فيها في معظم الحالات. قبل اختراع إنعاش القلب والرئة، (CPR)صدمات الكهربائية، وحقن أدرينالين، وغيرها من العلاجات في القرن العشرين.
كانت يعتبر غياب الدم (الدورة الدموية والوظائف الحيوية ذات الصلة للدم) تاريخيا التعريف الرسمي للوفاة. مع ظهور هذه الاستراتيجيات، وجاء السكتة القلبية إلى أن يطلق عليه «الموت السريري» وليس مجرد «وفاة» للتفكير في إمكانية الإنعاش في مرحلة ما بعد السكتة، لأغراض طبية، ويعتبر أن تكون الحالة النهائية البدنية قبل وفاة دائمة. [بحاجة لمصدر]
في بداية الموت السريري، يفقد الوعي في غضون عدة ثوان. يتوقف نشاط المخ القياسى في غضون 20 إلى 40 ثانية. قد يلهث المريض بطريقة غير منتظمة خلال هذه الفترة الزمنية في وقت مبكر، وتخطئ في بعض الأحيان من قبل رجال الإنقاذ بوصفها علامة على أن الإنعاش القلبي ليس ضروريا. خلال الموت السريري، يتراكم في جميع الأنسجة والأعضاء في الجسم نوع من الضرر دعا الإصابة الدماغية.

## حدود الانعكاس
يمكن لمعظم أنسجة وأعضاء الجسم البقاء على قيد الحياة خلال الموت السريري لفترات طويلة. يمكن أن يتوقف تداول الدم في الجسم بأكمله دون قلب ما لا يقل عن 30 دقيقة، مع اصابة في الحبل الشوكي كونه عاملا مقيدا. الأطراف المفصولة يمكن تثبيتها بنجاح بعد 6 ساعات بدون دوران الدم في درجات حرارة دافئة. العظام والوتر والجلد يمكنهم البقاء على قيد الحياة لمده 8-12 ساعات.
المخ، بالرغم أنه تتراكم الإصابات الدماغية بها بمعدل أسرع من أي جهاز آخر. فانه دون معالجة خاصة بعد إعادة الدورة الدموية. يعد الانتعاش الكامل للدماغ بعد أكثر من 3 دقائق من الموت السريري في درجة حرارة الجسم العادية أمر نادر الحدوث. وعادة ما يتلف المخ أو لاحقا نتائج الموت الدماغي بعد فترات أطول من الموت السريري حتى إذا تم إعادة تشغيل القلب والدورة الدموية بنجاح. بالتالي إصابة المخ هو العامل المقيد للانتعاش من الموت السريري.
على الرغم من أن فقدان الوظائف يحدث فوريا تقريبا، ليس هناك مدة محددة حيث يموت المخ الذي لا يعمل بشكل واضح في الموت السريري. معظم الخلايا الضعيفه في المخ، CA1 الخلايا العصبية للقرن آمون، تصاب بجروح مميته في اقل من 10 دقيقة من دون الأوكسجين. ومع ذلك، فإن الخلايا المصابه لا تموت فعلا حتى بعد ساعات من الإنعاش. ويمكن منع وقوع الوفاة في المختبر عن طريق تعاطى جرعات بسيطة من العلاج حتى بعد 20 دقيقة من دون الأوكسجين. وفي مناطق أخرى من المخ، الخلايا العصبية البشرية قابلة للحياة تشفى وتنمو في المحيط بعد ساعات من الوفاة السريرية. ان فشل المخ بعد الموت السريري يكون ناجما عن سلسلة معقدة من العمليات (الإصابة يعاد إشباعه بالأوكسجين بطريقة) التي تحدث بعد استعادة والدموية، وخاصة العمليات التي تتداخل مع الدورة الدموية خلال فترة الانتعاش. السيطرة على هذه العمليات هو موضوع البحوث الجارية.
في عام 1990، اكتشف مختبر للإنعاش الرائد بيتر صفر اكتشف أن درجة حرارة الجسم عن طريق الحد من ثلاث درجات مئوية بعد إعادة تشغيل الدورة الدموية ويمكن مضاعفة نافذة الوقت للتعافي من الموت السريري دون تلف في الدماغ في الفترة من 5 دقائق إلى 10 دقيقة. انخفاض حرارة الجسم التي يسببها هذا الأسلوب هو بداية لاستخدامها في طب الطوارئ. الجمع بين خفض درجة حرارة الجسم، والحد من تركيز خلية الدم، وزيادة ضغط الدم بعد الإنعاش وجدت فعالة بشكل خاص. وسمحت لانعاش الكلاب بعد 12 دقيقة من الموت السريري في درجة حرارة الجسم طبيعية بدون إصابات الدماغ من الناحية العملية. ان إضافة بروتوكول علاج أفادت إلى السماح باستعادة الكلاب بعد 16 دقائق من الموت السريري في درجة حرارة الجسم طبيعية بدون إصابات دائمه للمخ. العلاج بالتبريد وحده سمح الإنعاش بعد 17 دقائق من الموت السريري في درجة الحرارة العادية، ولكن مع إصابات المخ.
تحت ظروف المختبر في درجة حرارة الجسم الطبيعية، أطول فترة من الموت السريري لقطة (بعد توقف الدورة الكامل) على قيد الحياة مع عودة وظائف المخ في نهاية المطاف هو ساعة واحدة.

## انخفاض حرارة الجسم خلال الموت السريري
انخفاض درجة حرارة الجسم، أو انخفاض حرارة الجسم العلاجية، وخلال الموت السريري يؤدي إلى إبطاء معدل تراكم الإصابات، وتمد الفترة الزمنية التي يمكن النجاة فيها من الموت السريري. يقترب معدل الإصابة من الانخفاض من خلال قاعدة Q10، التي تنص على أن معدل التفاعلات الكيميائية الحيوية يقل من قبل عامل من اثنين عن كل • خفض جيم 10 في درجة الحرارة. ونتيجة لذلك، يمكن للإنسان ان يعيش أحيانا فترات من الموت السريري تتجاوز ساعة واحدة في درجة حرارة تقل عن -20 درجة مئوية تحسن تشخيص الموت السريري إذا كان سبب الموت انخفاض حرارة الجسم بدلا من انخفاضها بعد ذلك، في عام 1999، 29 عاما امرأة سويدية آنا باجنهلم أمضت 80 دقيقة محاصره في الجليد ونجت مع الشفاء التام من 13.7 درجة حرارة الجسم الأساسية. وقيل إنه في طب الطوارئ ان «لا أحد ميت حتى يكون دافئ ونافق.» في الحيوانات، تصل الدراسات إلى ثلاث ساعات من الموت السريري يمكن أن يكون على قيد الحياة في درجات الحرارة في القريب 0 درجة مئوية.

## حياة الدعم خلال الموت السريري
والغرض من إنعاش القلب والرئة (CPR)انه أثناء توقف القلب يعتبر الأمثل انعكاس لحالة موت سريري عن طريق استعادة الدورة الدموية والتنفس، ولكن هناك تباين كبير في فعالية CPRلهذا الغرض. يكون ضغط الدم منخفض جداً خلال الإنعاش اليدوي، مما بؤدى إلى مد البقاء على قيد الحياة فقط لمدة 10 دقائق. ومع ذلك، هناك حالات من المرضى أثناء اسعافه يستعيد وعيه حين لا يزال في كامل السكتة القلبية. في غياب مراقبة وظائف المخ أو العودة الصريحة إلى الوعي، الحالة العصبية للمرضى الذين يخضعون للإنعاش في جوهرها غير مؤكد. هو بين حالة موت سريري، والحالة العادية.
يدعم المرضى بالطرق التي تحافظ على ما يكفي من الدورة الدموية والأوكسجين للحفاظ على الحياة أثناء توقف نبضات القلب والتنفس، مثل تجاوز القلب، لا تعتبر عادة أن يكون ميتة سريريا. جميع أجزاء الجسم ما عدا القلب والرئتين لا تزال تعمل بشكل طبيعي. الموت السريري لا يحدث إلا إذا توقفت آلات تقديم الدعم للدورة الدموية. [بحاجة لمصدر]

## الموت السريري المراقب
بعض العمليات الجراحية لتمديد الأوعية الدموية الدماغية أو إصلاح عيوب القوس الأبهري تتطلب توقيف الدورة الدموية في حين يتم الإصلاح. هذا الموت السريري المؤقت يسمى الاعتقال المتعمدفي الدورة الدموية. وعادة ما يتم تنفيذه عن طريق خفض درجة حرارة الجسم إلى 18 درجة مئوية (64 درجة فهرنهايت)، وتوقيف القلب، والمخ مع أدوية للحفاظ على الطاقة، وإيقاف آلة الرئة القلب، واستنزاف الدم للقضاء على إمكانية حدوث ارتفاع في ضغط الدم. وفي درجات الحرارة المنخفضة مثل هذه يمكن أن تستمر حالة موت سريري دون وقوع إصابات خطيرة في المخ لمدة تصل إلى ساعة واحدة. يمكن الحصول على أطول فترات ممكنة في درجات حرارة منخفضة، ولكن الإجراءات لم تنشئ حتى الآن جدوى.
كما كانت تسيطر الموت السريري المراقب كما هو مقترح لعلاج الصدمات النفسية exsanguinating لخلق الوقت لإصلاح الجراحي.

## الموت السريري وتحديد الموت
ويعتقد تاريخيا ان الموت هو الحدث الذي يتزامن مع بداية الموت السريري. من المفهوم الآن هو أن الموت هو سلسلة من الأحداث الجسدية، وليس واحد فقط، وتحديد وفاة دائم يعتمد على عوامل أخرى مثل توقف بسيط في التنفس وضربات القلب.
إذا حدث الموت السريري بشكل غير متوقع، سوف يعامل على أنه حالة طبية طارئة. وسوف يشرع في عملية الإنعاش CPR. داخل المستشفى وستستخدم إجراءات القانون الأزرق من أجل استخدامها لمحاولة إعادة نبضات القلب إلى حالتها الطبيعية. هذا الجهد سيستمر حتى يتم إعادة تشغيل القلب، أو أن يقرر الطبيب أنه من المستحيل مواصلة بذل جهود إنعاش لا فائدة منها . إذا تم هذا التحديد، فإن الطبيب يعلن عن حالة الموت القانوني وجهود الإنعاش سوف تتوقف.
إذا كان المتوقع هو ان الموت السريري بسبب مرض عضال، أو الانسحاب من الرعاية الداعمة، وغالبا ما تكون غير أنعش (DNR) أو «لا» رمز النظام سوف يكون في مكان. هذا يعني أنه لن يكون هناك تقدبم جهود الإنعاش، والطبيب أو الممرضة قد يعلن الموت القانوني في بداية الموت السريري. [بحاجة لمصدر]
ان مريض ذا قلب ورئتين يعملان وقد تمم تشخيص المخميتا وضوحا يعتبر ميتا من الناحية القانونية دون حدوث الموت السريري. ومع ذلك، فإن بعض المحاكم مترددة في فرض مثل هذا القرار نظرا لاعتراضات دينية لأفراد الأسرة، كما هو الحال في حالة Koochin جيسي. كما أثيرت مسائل مماثلة مثل حالة موردخاي دوف برودي، ولكن الطفل مات قبل أن تحل المحكمة هذه المسألة.